# Robert Gladstone
Pour les articles homonymes, voir Gladstone.
Robert William Gladstone (13 septembre 1879-1er juin 1951) est un homme politique canadien de l'Ontario. Il est député fédéral libéral de la circonscription ontarienne de Wellington-Sud de 1935 à 1949.

## Biographie
Né dans le comté d'Oxford en Ontario, Gladstone tente sans succès de remporter le siège de député de Wellington-Sud en 1925. Élu en 1935, il est réélu en 1940 et 1945. Ne se représentant pas au élection de juin 1949, il est, en septembre 1949, nommé au sénat dans la division Wellington-Sud. Il demeure à la chambre haute jusqu'à son décès à l'Hôpital d'Ottawa des suites de problèmes cardiaques.